# Liste des monuments historiques de Neuf-Brisach
Ce tableau présente la liste de tous les monuments historiques de Neuf-Brisach (Haut-Rhin), classés ou inscrits.

## Monuments historiques
Selon la base Mérimée, il y a 13 monuments historiques à Neuf-Brisach, inscrits ou classés.
| Monument | Adresse                                    | Coordonnées                      | Notice         | Protection     | Date           | Illustration |
| --- | ------------------------------------------ | -------------------------------- | -------------- | -------------- | -------------- | --- |
| Arsenal façades sur rue et sur cour                                                                                               | 2, place de l'Arsenal                      | 48° 01′ 04″ nord, 7° 31′ 36″ est | « PA00085555 » | Inscrit        | 1932           | Arsenalfaçades sur rue et sur cour                                                                                            |
| Caserne Serano façades, toitures                                                                                                  | 15, rue d'Angoulême                        | 48° 00′ 55″ nord, 7° 31′ 39″ est | « PA00085750 » | Inscrit        | 1989           | Caserne Seranofaçades, toitures                                                                                               |
| Caserne Suzonni façades, toitures                                                                                                 | 1-21 cité Suzonni                          | 48° 01′ 13″ nord, 7° 31′ 37″ est | « PA00085556 » | Inscrit        | 1989           | Caserne Suzonnifaçades, toitures                                                                                              |
| Église Saint-Louis église | 26, place d'Armes-Général-de-Gaulle        | 48° 01′ 07″ nord, 7° 31′ 44″ est | « PA00085557 » | Classé         | 1939           | Église Saint-Louiséglise |
| Hôtel du Gouvernement façades | 6, place d'Armes-Général-de-Gaulle         | 48° 01′ 03″ nord, 7° 31′ 39″ est | « PA00085558 » | Inscrit        | 1932           | Hôtel du Gouvernementfaçades                                                                                                  |
| Hôtel de ville façades, toiture                                                                                                   | Place du Marché 4, rue de l'Hôtel-de-Ville | 48° 01′ 05″ nord, 7° 31′ 49″ est | « PA00085563 » | Inscrit        | 1932           | Hôtel de villefaçades, toiture                                                                                                |
| Maison façades sur rue et sur cour                                                                                                | 13, rue de Colmar                          | 48° 01′ 07″ nord, 7° 31′ 38″ est | « PA00085562 » | Inscrit        | 1932           | Maisonfaçades sur rue et sur cour                                                                                             |
| Maison Grünwasser façades sur rue et sur cour                                                                                     | 24, place d'Armes-Général-de-Gaulle        | 48° 01′ 06″ nord, 7° 31′ 45″ est | « PA00085561 » | Inscrit        | 1932           | Maison Grünwasserfaçades sur rue et sur cour                                                                                  |
| Maison des Lieutenants du Roi porte                                                                                               | 16, place d'Armes-Général-de-Gaulle        | 48° 01′ 02″ nord, 7° 31′ 44″ est | « PA00085560 » | Inscrit        | 1932           | Maison des Lieutenants du Roiporte                                                                                            |
| Maison d'officiers façades, toiture                                                                                               | 4, place d'Armes-Général-de-Gaulle         | 48° 01′ 04″ nord, 7° 31′ 38″ est | « PA00085559 » | Inscrit        | 1932           | Maison d'officiersfaçades, toiture                                                                                            |
| Place d'Armes-Général-de-Gaulle sol, arbres, quatre puits                                                                         |                                            | 48° 01′ 04″ nord, 7° 31′ 42″ est | « PA00085564 » | Classé         | 1939           | Place d'Armes-Général-de-Gaullesol, arbres, quatre puits                                                                      |
| Porte du Fort Mortier porte | Port-Rhénan                                | 48° 01′ 49″ nord, 7° 33′ 46″ est | « PA00085565 » | Inscrit        | 1932           | Porte du Fort Mortierporte |
| Remparts - ancienne casemate - remparts avec glacis, porte de Bâle - anciens glacis des remparts - portes de Colmar et de Belfort |                                            | 48° 01′ 11″ nord, 7° 31′ 31″ est | « PA00085566 » | Inscrit Classé | 1932 1962 1963 | Remparts- ancienne casemate- remparts avec glacis, porte de Bâle- anciens glacis des remparts- portes de Colmar et de Belfort |

## Mobiliers historiques
Selon la base Palissy, il y a 7 objets monuments historiques à Neuf-Brisach.
| Monument historique                                 | Localisation                       | Protection | Date de la protection | Référence            | Photo |
| --------------------------------------------------- | ---------------------------------- | ---------- | --------------------- | -------------------- | ----- |
| groupe sculpté : calvaire                           | église paroissiale Saint-Louis     | classé     | 1982                  | Notice no PM68000265 |       |
| retable, 2 tableaux                                 | église paroissiale Saint-Louis     | classé     | 1975                  | Notice no PM68000264 |       |
| bas-relief : Saint-Augustin                         | hôpital, fondation Xavier-Jourdain | inscrit    | 2000                  | Notice no PM68001261 |       |
| bas-relief : Saint-Grégoire                         | hôpital, fondation Xavier-Jourdain | inscrit    | 2000                  | Notice no PM68001260 |       |
| bas-relief et son cadre : Saint-Nicolas             | hôpital, fondation Xavier-Jourdain | inscrit    | 2000                  | Notice no PM68001259 |       |
| bas-relief : Le Baptême du Christ                   | hôpital, fondation Xavier-Jourdain | inscrit    | 1984                  | Notice no PM68001136 |       |
| tableau et son cadre : Le Couronnement de la Vierge | hôpital, fondation Xavier-Jourdain | inscrit    | 1984                  | Notice no PM68001135 |       |